# Laust Sonne
Laust Sonne ,föddes 11 december 1974 i Frederiksberg , Danmark. Sedan originaltrummisen Peter Lundholm Jensen lämnade det danska bandet D-A-D i början av 1999 har Laust varit den värdige ersättaren.
Laust spelar också i de danska banden Dear och Bugpowder.
Laust som är en mångsidig musiker spelar också även andra instrument utöver trummorna, såsom: gitarr, saxofon, percussion, piano, sång och skriver även låtar.
Laust har också fått priset "Ken Gudman prisen 2007" på grund av att han anses som en av Danmarks mest viktigaste inom rocken. Priset delades ut 7 oktober 2007 i Amager bio, Danmark.